# Rana longicrus
Espèce
Statut de conservation UICN

 VU B1ab(iii,v) : Vulnérable
Rana longicrus est une espèce d'amphibiens de la famille des Ranidae.

## Répartition
Cette espèce est endémique de Taïwan. Elle se rencontre en dessous de 1 000 m d'altitude,.

## Publication originale
- Stejneger, 1898 : On a collection of batrachians and reptiles from Formosa & adjacent islands. Journal of the College of Science, Imperial University, Japan, vol. 12, p. 215-225 (texte intégral).